# إي. مارك ستيرن
إي. مارك ستيرن (بالإنجليزية: Erwin Mark Stern)‏ هو عالم نفس أمريكي، ولد في 5 ديسمبر 1929 في نيويورك في الولايات المتحدة، وتوفي في 11 مارس 2014 في مقاطعة دوتشيز في الولايات المتحدة.